# Апт (округ)
Округ Апт (фр. Arrondissement d'Apt) — округ у Франції, в департаменті Воклюз. 2023 року округ об'єднував 57 муніципалітетів, населення становило 128 242 особи.
Адміністративний центр (супрефектура) — Апт.

## Муніципалітети
Список муніципалітетів округу та їхні коди INSEE:
1. Ансуї (84002)
2. Апт (84003)
3. Бометт (84013)
4. Бомон-де-Пертюї (84014)
5. Боньє (84020)
6. Бюу (84023)
7. Віллар (84145)
8. Вільлор (84147)
9. Вітроль-ан-Люберон (84151)
10. Вожин (84140)
11. В'ян (84144)
12. Гаргас (84047)
13. Горд (84050)
14. Грамбуа (84052)
15. Гу (84051)
16. Жиньяк (84048)
17. Жукас (84057)
18. Кабрієр-д'Ег (84024)
19. Кабрієр-д'Авіньйон (84025)
20. Кавайон (84035)
21. Кадене (84026)
22. Казнев (84032)
23. Кастелле (84033)
24. Кюкюрон (84042)
25. Ла-Бастід-де-Журдан (84009)
26. Ла-Бастідонн (84010)
27. Ла-Мотт-д'Ег (84084)
28. Ла-Тур-д'Ег (84133)
29. Лагард-д'Апт (84060)
30. Лакост (84058)
31. Лань (84062)
32. Ліу (84066)
33. Лорис (84065)
34. Лурмарен (84068)
35. Менерб (84073)
36. Мерендоль (84074)
37. Мірабо (84076)
38. Мобек (84071)
39. Мюр (84085)
40. Оппед (84086)
41. Орибо (84006)
42. Пейпен-д'Ег (84090)
43. Пертюї (84089)
44. Пюже (84093)
45. Пюївер (84095)
46. Робйон (84099)
47. Руссільйон (84102)
48. Рюстрель (84103)
49. Санн (84121)
50. Сен-Мартен-де-Кастійон (84112)
51. Сен-Мартен-де-ла-Браск (84113)
52. Сен-Панталеон (84114)
53. Сен-Сатюрнен-лез-Апт (84118)
54. Сеньон (84105)
55. Сіверг (84128)
56. Таяд (84131)
57. Шеваль-Блан (84038)